# Batalla de Borgoforte

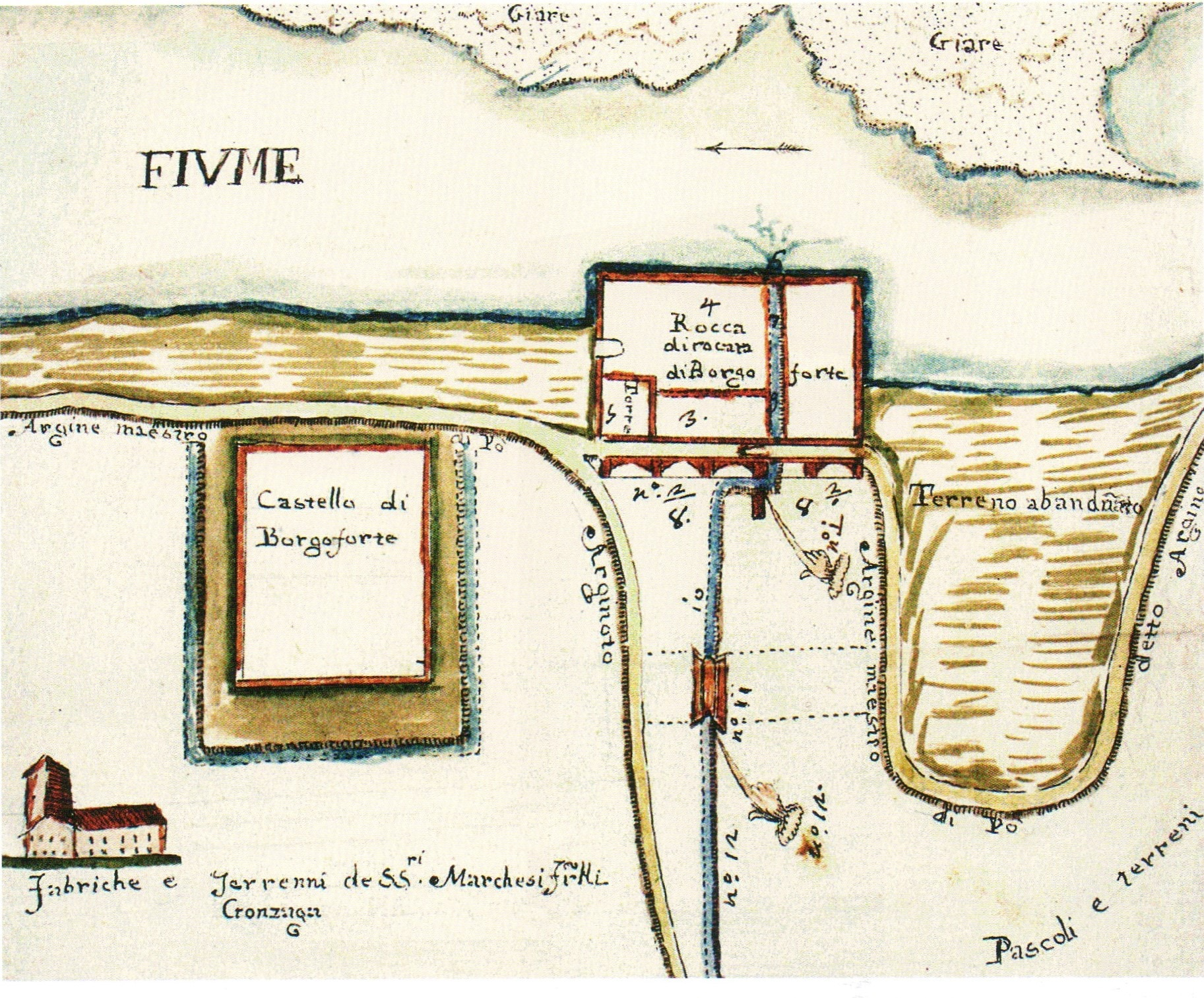
Representació de la Batalla de Borgoforte

La batalla de Borgoforte va tenir lloc el 29 d'octubre de 1397, a Borgoforte entre l'exèrcit milanès, que pretenia incorporar Màntua als dominis del ducat de Milà, i l'exèrcit mantovà.

## Antecedents
En 30 de març de 1397 Joan Galeàs Visconti va entrar en guerra amb Màntua, encarregant a Jacopo dal Verme atacat en direcció a Borgoforte, a la que va posar setge, i Ugolotto Biancardo en direcció a Verona, enviant les provisions pel riu Po i a Alberico da Barbiano en direcció a Pisa per impedir reforços florentins. Després de devastar el territori, Biancardo es va dirigir a Mantua. Francesc I Gonzaga, capità del poble de Màntua, després de l'entrada al serrallo de Màntua dels milanesos s'havia refugiat a Governolo on quedà assetjat, mentre la flota del duc de Milà estava estacionada al Po, i va demanar ajuda als prínceps italians, responent a la crida la República de Florència, Bolònia, que va enviar Giovanni Bentivoglio, Ímola a Ugo di Montfort, Ravenna i Faenza a Pandolfo III Malatesta, i Pàdua a Carlo I Malatesta, que seria el comandant de l'exèrcit. Carlo I Malatesta amb les tropes aliades va creuar el Po a Bondeno i va atacar l'armada de Ugolotto Biancardo, derrotant-lo i aconseguint entrar a Governolo, on va arribar també el duc de Màntua i van lluitar derrotant Biancardo. Mentrestant els Ferraresos i Mantovans van atacar els seus vaixells els dels milanesos posar-los en fugida.Després d'aquests esdeveniments, l'exèrcit principal de Jacopo dal Verme, acampats al serrallo de Màntua, va entrar en pànic a causa de les dues derrotes infligides pels aliats, va abandonar el menjar i l'equipatge i va fugir, caient en mans dels guanyadors, a més d'equipatge i els aliments, més de dos mil cavalls, i cinquanta naus armades i Gonzaga va recuperar Borgoforte i Mellora.

## Batalla
Després de la derrota d'Ugolotto Biancardo a Governolo, Joan Galeàs Visconti cridà Alberico da Barbiano per unir-se a Jacopo dal Verme i atacar la Lliga antivisconti, sortint el 29 d'octubre i derrotant-los a Borgoforte. i capturant vint-i-vuit galeres.

## Conseqüències
Arribat Jacopo dal Verme de nou a les portes de Màntua, Joan Galeàs Visconti va signar un armistici amb Francesc I Gonzaga per deu anys.